# Avrillé-les-Ponceaux
Avrillé-les-Ponceaux är en kommun i departementet Indre-et-Loire i regionen Centre-Val de Loire i de centrala delarna av Frankrike. Kommunen ligger i kantonen Langeais som tillhör arrondissementet Chinon. År 2022 hade Avrillé-les-Ponceaux 475 invånare.

## Befolkningsutveckling
Antalet invånare i kommunen Avrillé-les-Ponceaux
Referens:INSEE